# Rejon kijowsko-swiatoszyński
Rejon kijowsko-swiatoszyński (ukr. Киево-Святошинский район) – była jednostka administracyjna w składzie obwodu kijowskiego Ukrainy istniejąca do 17 lipca 2020 roku.
Powstał w 1962. Miał powierzchnię 726 km² i liczył około 154 tysięcy mieszkańców. Siedzibą władz rejonu był Kijów.
W skład rejonu wchodziły 2 miejskie rady, 1 osiedlowa rada oraz 28 silskich rad, obejmujących 43 wsie.

## Miejscowości rejonu
- (Білогородка)
- (Бобриця)
- Bojarka (Боярка)
- Buzowa (Бузова)
- Bucza (Буча)
- Chodosówka[2] (Ходосівка)
- Czabany (Чабани)
- (Чайки)
- (Дмитрівка)
- (Гатне)
- (Гнатівка)
- (Горбовичі)
- Horenicze (Гореничі)
- (Горенка)
- (Гурівщина)
- (Хмільна)
- Chotów[3] (Хотів)
- (Юрівка)
- (Іванків)
- (Капітанівка)
- Kijów (Київ)
- (Княжичі)
- (Кременище)
- (Крюківщина)
- (Круглик)
- (Личанка)
- (Лісники)
- (Лісне)
- (Лука)
- (Любимівка)
- (Малютянка)
- (Мила)
- (Мироцьке)
- (Михайлівка-Рубежівка)
- (Мощун)
- (Мрія)
- (Музичі)
- (Неграші)
- (Нове)
- (Новосілки)
- Petropawłowska Borszczahówka (Петропавлівська Борщагівка)
- (Петрушки)
- (Петрівське)
- (Софіївська Борщагівка)
- (Стоянка)
- (Шевченкове)
- (Шпитьки)
- (Тарасівка)
- (Віта-Поштова)
- Wysznewo (Вишневе)
- (Забір'я)
- (Забуччя)
- (Жорнівка)